# IHOP
The International House of Pancakes (IHOP) es una cadena de restaurantes establecida en los Estados Unidos especializada en desayunos y que es propiedad de DineEquity. Entre los desayunos que ofrece IHOP se incluyen los panqueques, gofres, torrijas y tortilla francesa. Hasta el 25 de febrero de 2009, la cadena tenía 1950 restaurantes en los 50 estados, Puerto Rico e las Islas Vírgenes de los Estados Unidos, También hay restaurantes en otros países como Canadá, Panamá, el Perú, México, Guatemala, Ecuador y la República Dominicana.

## Historia
Jerry Lapin, Al Lapin y Albert Kallis fundaron "The International House of Pancakes" en 1958 con ayuda de Sherwood Rosenberg. El primer restaurante abrió sus puertas en Toluca Lake, el 7 de julio de 1958. Después se abrieron más locales en todo Estados Unidos, en las provincias de Columbia Británica en Canadá, y en las ciudades mexicanas de México, Cuernavaca,Guadalajara, Monterrey, Hermosillo y Mexicali. El 23 de octubre del 2006 se anunció que se expandirían por Ontario. IHOP tiene sus oficinas en Glendale, California. La compañía uso "IHOP" como el principal nombre, pero sigue utilizando su secundario nombre: "The International House of Pancakes" o bien: La casa Internacional de los Panqueques.

## Menú y servicio
Existen 4 sabores de jarabe: arándano, boysenberry, butter pecan y fresa. El boysenberry no está en muchos establecimientos, sino está reemplazado por el jarabe de llanura. También tienen servicio del arce caliente con sabor artificial de jarabe de maíz, que se les echa a los panqueques y a los barquillos. Recientemente se introdujo un cambio importante en su menú básico, para intentar ser más que solo desayunos. También, los Country Griddle Cakes han desaparecido del menú, cambiando a los Corn Cake Pancakes.
También existen 3 crêpes-estilos diferentes de panqueques: el "alemán" (servido con azúcar en polvo y mantequilla de limón con rodajas de limón), el "francés" (servido con jalea de naranja) y el "sueco" (servido con arándanos rojos y mantequilla del sabor anterior dicho). Estos estilos ofrecen con un huevo y carne lo que viene siendo como el "International Passport Breakfast". También se venden torrijas y waffles belgas.

## Promociones
Recientes campañas de publicidad han ofrecido eslóganes como "Just For the Fun of It", "Why not eat breakfast for dinner tonight?" y más recientemente "Come hungry, leave happy". Otras publicidades han hecho referencia al Shrove Day. Desde 2006, cuando celebraron el día del panqueque recaudaron 1.85 millones. En el 2008, fueron 1.5 millones de panqueques los que se les dieron a los clientes por las donaciones.

## Compra de Applebee's
El 16 de julio del 2007, IHOP Corp. manifestó su deseo de adquirir la cadena Applebee's en una transacción en efectivo por 2.1 billones de dólares estadounidenses. En acuerdos, IHOP pagará 25.50 dólares por acción de Applebee's. Applebee's tiene 1943 restaurantes en todo el mundo, incluidos por los franquiciados.
Con 70% de la votación, la empresa aprobó la adquisición, debido a que se cerrará el 29 de noviembre del 2007. El acuerdo venció con otras 26 ofertas de compra de la crisis económica de Applebee's. Ese mismo día se cerró con éxito. IHOP Corp. cambió de nombre a DineEquity el 28 de mayo de 2008.